# Massacre de Odessa em 1941

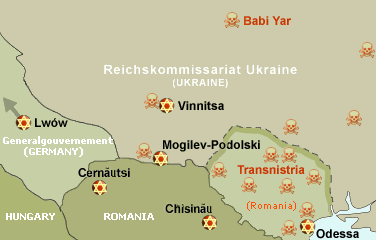
Mapa do Holocausto na Ucrânia. Gueto de Odessa marcado com uma estrela vermelha e dourada. Massacres na Transnístria marcados com caveiras vermelhas.

O massacre de Odessa foi o assassinato em massa da população judaica de Odessa e cidades vizinhas na província da Transnístria durante o outono de 1941 e o inverno de 1942, enquanto a cidade estava sob controle romeno. Foi um dos piores massacres em território ucraniano.
Dependendo dos termos de referência e escopo aceitos, o massacre de Odessa se refere aos eventos de 22 a 24 de outubro de 1941, nos quais cerca de 25.000 a 34.000 judeus foram baleados ou queimados, ou ao assassinato de mais de 100.000 judeus na cidade e nas áreas entre os rios Dniester e Bug, durante a ocupação romena e alemã que ocorreu após o massacre. Em 2018, estimou-se que até 30.000 pessoas, a maioria judeus ucranianos, foram assassinadas no massacre de fato, que ocorreu de 22 a 23 de outubro de 1941. Os principais perpetradores foram soldados romenos, Einsatzgruppe da SS e alemães étnicos locais.

## Antecedentes
Antes da guerra, Odessa tinha uma grande população judaica de aproximadamente 200.000, ou 30% da população total da cidade. Quando os romenos tomaram a cidade em 16 de outubro de 1941, seguindo um cerco de dois meses, entre 80.000 e 90.000 judeus permaneciam lá, sendo que o restante havia fugido ou sido evacuado pelos soviéticos. À medida que os massacres ocorriam, judeus de aldeias vizinhas eram internados em Odessa e campos de concentração romenos eram montados nas áreas vizinhas.

## Assassinatos em massa de reféns e judeus de 22 a 24 de outubro

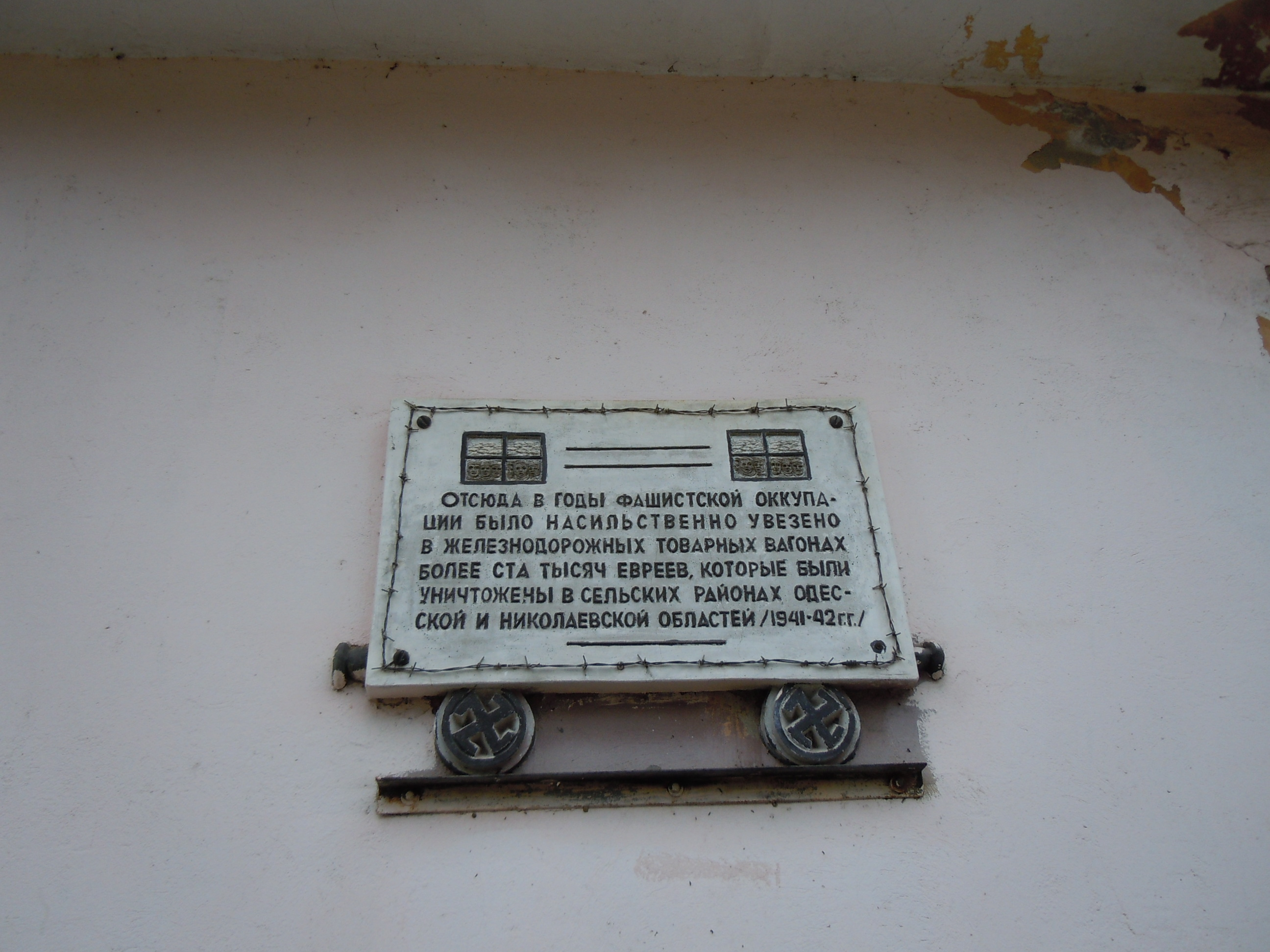
Placa na parede da estação ferroviária Odessa-Sortuvalna, comemorando o Holocausto

### Destruição do gabinete do comandante romeno
Em 22 de outubro de 1941, no prédio do NKVD na rua Marazlievskaya, onde o gabinete do comandante militar romeno e o quartel-general da 10ª Divisão de Infantaria romena se instalaram para ocupar a cidade, uma mina controlada por rádio explodiu. A mina foi plantada ali pelos sapadores do Exército Vermelho antes da rendição da cidade pelas tropas soviéticas. O prédio desabou e, sob seus escombros, 67 pessoas morreram, incluindo 16 oficiais, entre os quais estava o comandante militar da cidade, o general romeno Ioan Glogojeanu. A responsabilidade pela explosão foi atribuída aos judeus e comunistas.

### A execução de reféns
Em resposta à explosão no gabinete do comandante, o General Nicolae Tătăranu recebeu uma ordem direta do Marechal Ion Antonescu, ordenando que "represálias imediatas" fossem executadas contra a população judaica. As tropas romenas e o Einsatzgruppe alemão chegaram a Odessa em 23 de outubro para matar entre 5.000 e 10.000 reféns, muitos dos quais eram judeus.
Do outro lado da rua Marazlievskaya, ocupantes invadiram os apartamentos dos cidadãos de Odessa e atiraram ou enforcaram todos os moradores encontrados, sem exceção. Eles atacaram as ruas e mercados da cidade e subúrbios, e pessoas que não sabiam nada sobre o atentado à bomba foram fuziladas na hora contra cercas ou paredes de casas. Quase 100 homens foram capturados e fuzilados na Grande Fonte, cerca de duzentas pessoas foram executadas no bairro de Slobodka, perto do mercado, 251 moradores foram fuzilados em Moldavanka, nos Moinhos Próximos e Distantes e em Aleksandrovsky Prospekt, cerca de 400 moradores foram executados. As colunas de reféns capturados foram conduzidas para a área dos armazéns de artilharia na Lustdorf Road, onde foram fuzilados ou queimados vivos. Após a guerra, mais de 22.000 cadáveres foram encontrados em valas comuns.

### O início do Holocausto
Em 23 de outubro, foi emitida uma ordem ameaçando todos os judeus com a morte no local e ordenando que eles se apresentassem na vila de Dalnyk em 24 de outubro. Na tarde de 24 de outubro, cerca de 5.000 judeus estavam reunidos perto do posto avançado de Dalnyk. As primeiras 50 pessoas foram levadas para a vala antitanque e baleadas pelo comandante do 10º Batalhão de Metralhadoras, o Tenente-coronel Nicolae Deleanu.

Comando Militar das montanhas. Odessa traz à atenção da população de Odessa e seus arredores que após o ato terrorista cometido contra o Comando Militar em 22 de outubro, no dia 23 de outubro de 1941, foram fuzilados: para cada oficial alemão ou romeno e oficial civil 200 bolcheviques, e para cada soldado alemão ou romeno 100 bolcheviques. Tomados como reféns, que, se repetidos tais atos, serão fuzilados junto com suas famílias.— Comandante das tropas: Gendarmaria Tenente-Coronel Mihail Niculescu
Para acelerar o processo de destruição, os judeus foram levados para quatro quartéis, nos quais foram feitos buracos para metralhadoras, e o chão foi previamente preenchido com gasolina. Pessoas em dois quartéis foram fuziladas com metralhadoras no mesmo dia. Às 17:00 o quartel foi incendiado. No dia seguinte, os prisioneiros foram fuzilados, colocados nos dois quartéis restantes e, num dos quartéis, foram lançadas granadas.
Enquanto isso, os judeus que não foram selecionados para o primeiro grupo e que já haviam chegado a Dalnyk foram informados de que estavam "perdoados". Eles foram enviados para vários quartéis militares e delegacias da Gendarmaria para "registro", onde ficaram detidos por diferentes períodos de tempo. Quando foram soltos, descobriram que suas casas haviam sido ocupadas e suas propriedades saqueadas. Durante a primeira semana de ocupação romena de Odessa, a cidade perdeu cerca de 10% dos seus habitantes.

## Eventos subsequentes

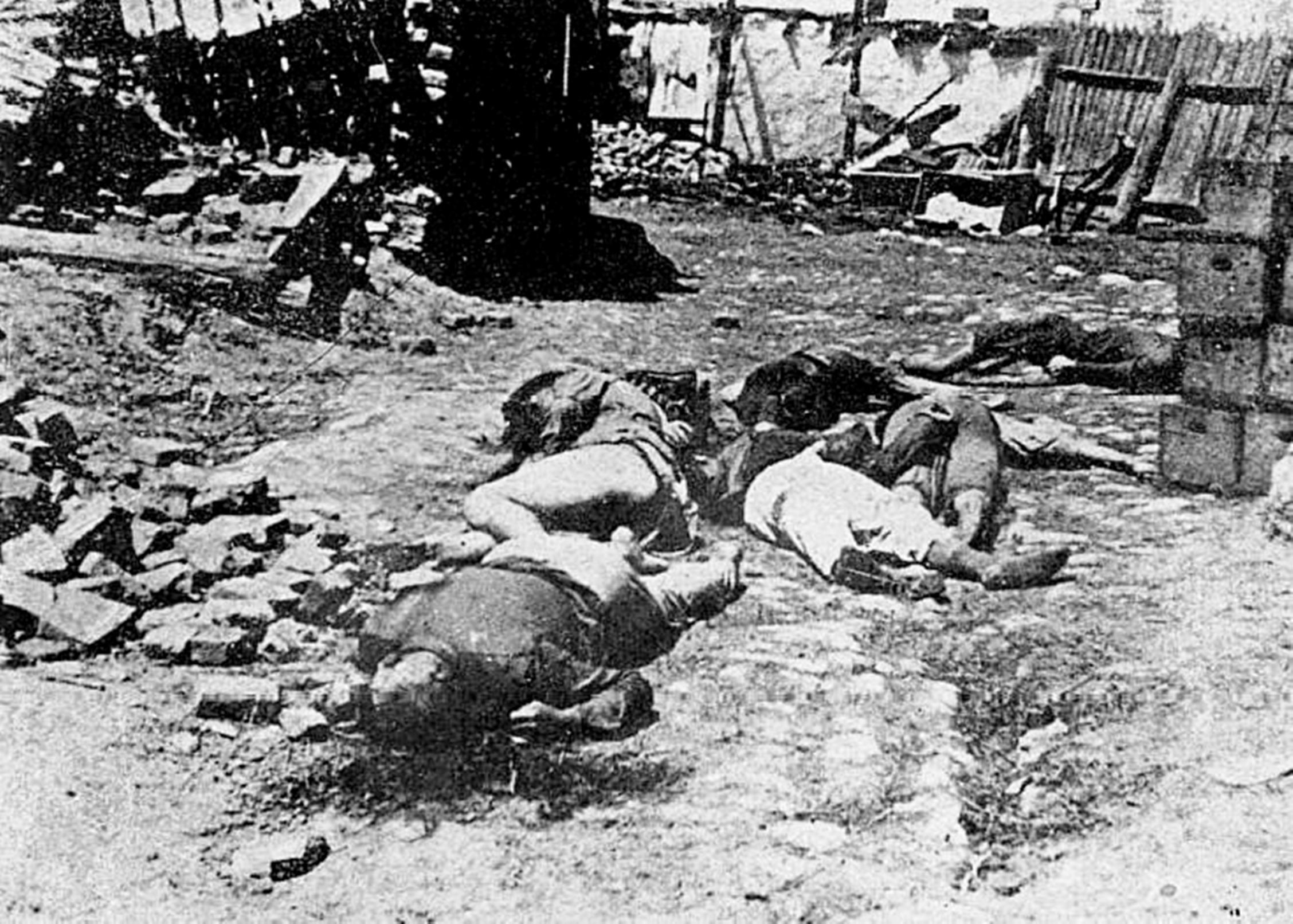
Consequências do Massacre de Odessa: judeus deportados mortos nos arredores de Birzula (hoje Podilsk).

O registro realizado pela administração romena no final de 1941 contou cerca de 60.000 judeus em Odessa. Esse número incluía pessoas que tinham apenas um ancestral judeu. Os judeus eram obrigados a usar um distintivo especial, um hexagrama amarelo - Magen David, a Estrela de Davi, um símbolo do judaísmo - sobre um fundo preto.
Em 7 de novembro de 1941, foi emitida uma ordem tornando obrigatório que todos os judeus do sexo masculino entre 18 e 50 anos se apresentassem na prisão da cidade.

Eu ordeno:
Art. 1 Todos os homens de origem judaica, com idade entre 18 e 50 anos, são obrigados, dentro de 48 horas a partir da data de publicação desta ordem, a se apresentar na prisão da cidade (estrada Bolshefontanskaya), levando consigo o essencial para a existência. Suas famílias são obrigadas a entregar comida a eles na prisão. Aqueles que não obedecerem a essa ordem e forem encontrados após o término do período indicado de 48 horas serão fuzilados no local.
Art. 2 Todos os moradores da cidade de Odessa e seus subúrbios são obrigados a notificar as unidades policiais relevantes sobre cada judeu da categoria acima que não tenha cumprido esta ordem. Acobertadores, bem como pessoas que sabem sobre isso e não relatam, são puníveis com a morte.— Chefe da Polícia Militar: Hor. Odessa Tenente-Coronel M. Niculescu
A partir desse dia, toda a população judaica da cidade foi enviada para campos de concentração, organizados pelos romenos no campo, principalmente para a aldeia de Bogdanovka (agora no Oblast de Mykolaiv). Mais tarde, um gueto foi criado na própria Odessa.
A administração romena tomou medidas para confiscar os bens de futuras vítimas. Em meados de novembro, uma nova ordem foi emitida esclarecendo as exigências das autoridades em relação aos judeus. Dizia:

... Todas as pessoas de origem judaica são obrigadas, no registro ao Comando Militar ou oficiais de polícia, a declarar voluntariamente todos os seus objetos preciosos, pedras e metais. Os culpados de violar esta ordem serão punidos com a pena de morte.
Em meados de dezembro, cerca de 55.000 judeus estavam reunidos em Bogdanovka, embora alguns deles não fossem de Odessa. De 20 de dezembro de 1941 a 15 de janeiro de 1942, cada um deles foi baleado por uma equipe da Einsatzgruppe SS, soldados romenos, polícia ucraniana e colonos alemães locais. Um mês depois, uma marcha da morte de 10.000 judeus foi organizada em três campos de concentração em Golta.
Em janeiro de 1942, cerca de 35.000-40.000 judeus que permaneceram em Odessa foram despejados e enviados para o gueto que havia sido criado em 10 de janeiro de 1942, na área pobre de Slobodka. Os despejados suportaram condições terríveis; com alojamento inadequado para todos e grande aglomeração, muitos foram forçados a sair para o ar livre no inverno, o que levou à mortalidade em massa por hipotermia.
De 12 de janeiro a 20 de fevereiro de 1942, os 19.582 judeus restantes foram deportados para Berezivka Raion, na região de Odessa. Eles foram transportados em escalões sem aquecimento, e muitos morreram na estrada. Em Berezivka, grupos foram forçados a caminhar até Domanevka, Bogdanovka, Golta e outros campos de concentração. Muitos morreram de fome e frio ao longo do caminho. Os guardas, compostos por soldados romenos e alemães, organizavam execuções em massa de judeus durante as viagens. Em 18 meses, quase todos os prisioneiros de Golta morreram.

## Os sobreviventes do Holocausto
Alguns judeus foram enviados para trabalhar nas aldeias, e cerca de metade deles sobreviveu à ocupação. A situação no gueto de Domanevka e noutros guetos da Transnístria melhorou em 1943, depois dos judeus terem começado a receber assistência de organizações judaicas na Romênia. Cerca de 600 moradores de Odessa nesses guetos sobreviveram até serem libertados. Várias centenas de judeus que estavam escondidos em Odessa também sobreviveram. Os judeus participaram da luta da clandestinidade de Odessa e constituíram uma parte significativa das unidades guerrilheiras, sediadas nas catacumbas de Odessa.

## Julgamentos e punições dos principais perpetradores
No Tribunal Popular de Bucareste, criado em 1946 pelo novo governo romeno em conjunto com o Conselho de Controle Aliado, uma das acusações feitas contra o Marechal Ion Antonescu, o governador da Transnístria, Gheorghe Alexianu, e o comandante da guarnição de Odessa, o General Nicolae Macici, foi "a organização de repressões contra a população civil de Odessa no outono de 1941". Por esses crimes, eles foram condenados à morte. Os dois primeiros foram filmados em 1º de julho de 1946. Mais tarde, o rei Miguel comutou a sentença de morte de Macici para prisão perpétua. Macici morreu na prisão em 1950.
Em resposta ao recurso do veredito interposto pelo filho de Alexianu, em 5 de novembro de 2006, o Tribunal de Apelações de Bucareste confirmou o veredito de condenação à morte de criminosos de guerra, datado de 17 de maio de 1946. Em resposta ao recurso interposto pelo Procurador-Geral da República, em 6 de maio de 2008, o caso foi reexaminado e os juízes do Tribunal Superior de Cassação e Justiça rejeitaram finalmente o pedido de revisão da sentença de 1946.

## Comemoração

### Memorial na Praça Prokhorovsky
No início da década de 1990, na Praça Prokhorovsky de Odessa, onde a "estrada da morte" para os campos de extermínio de judeus e ciganos de Odessa começou nos arredores da cidade em 1941, foi criado um memorial em homenagem às vítimas do Holocausto. Uma placa memorial foi instalada, junto com o "Beco dos Justos entre as Nações", com árvores plantadas em homenagem a cada cidadão de Odessa que abrigou e salvou os judeus. O complexo foi concluído em 2004 com a construção de um monumento às vítimas do Holocausto em Odessa pelo escultor Zurab Tsereteli.

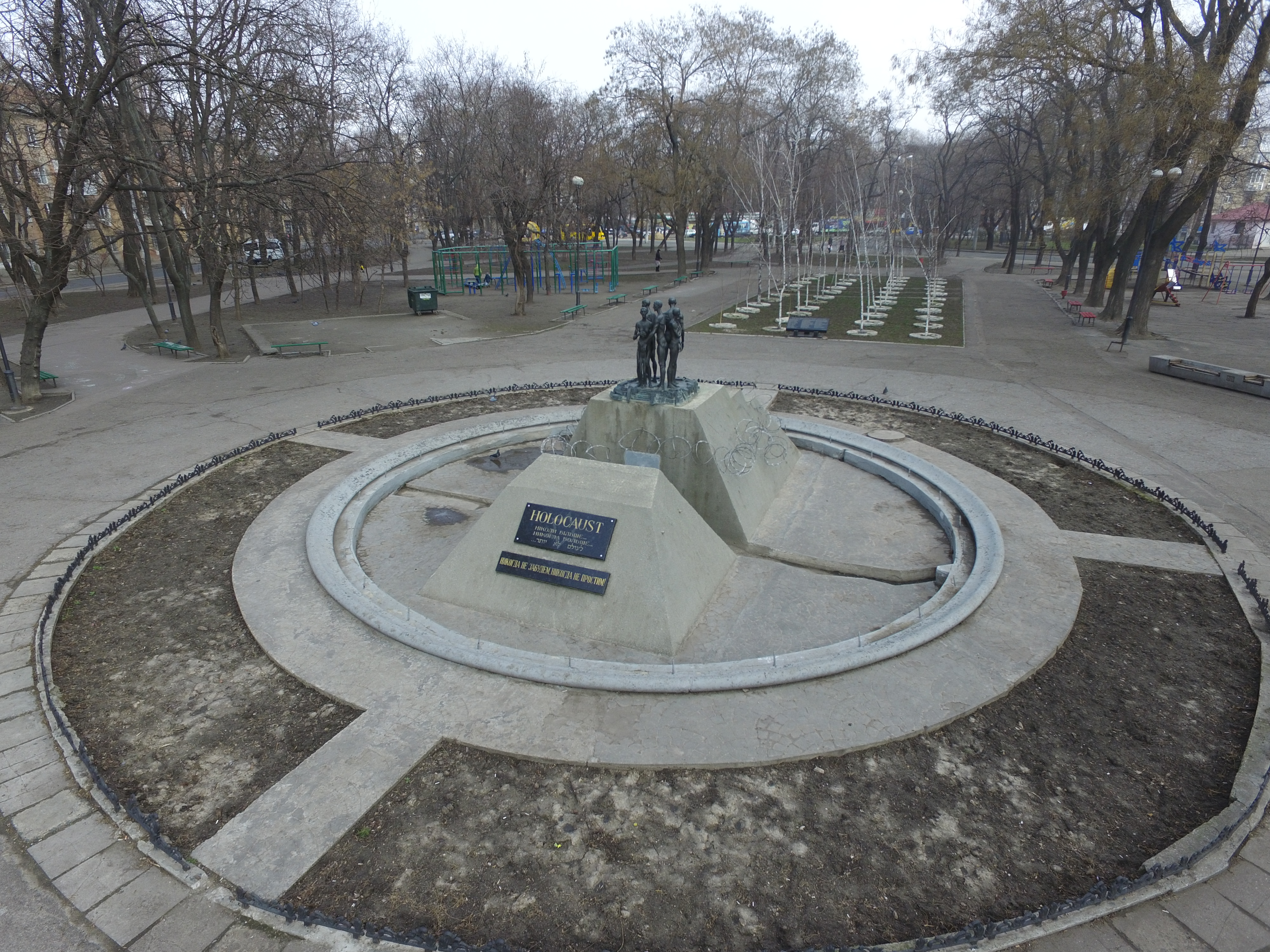
Memorial às vítimas do Holocausto.
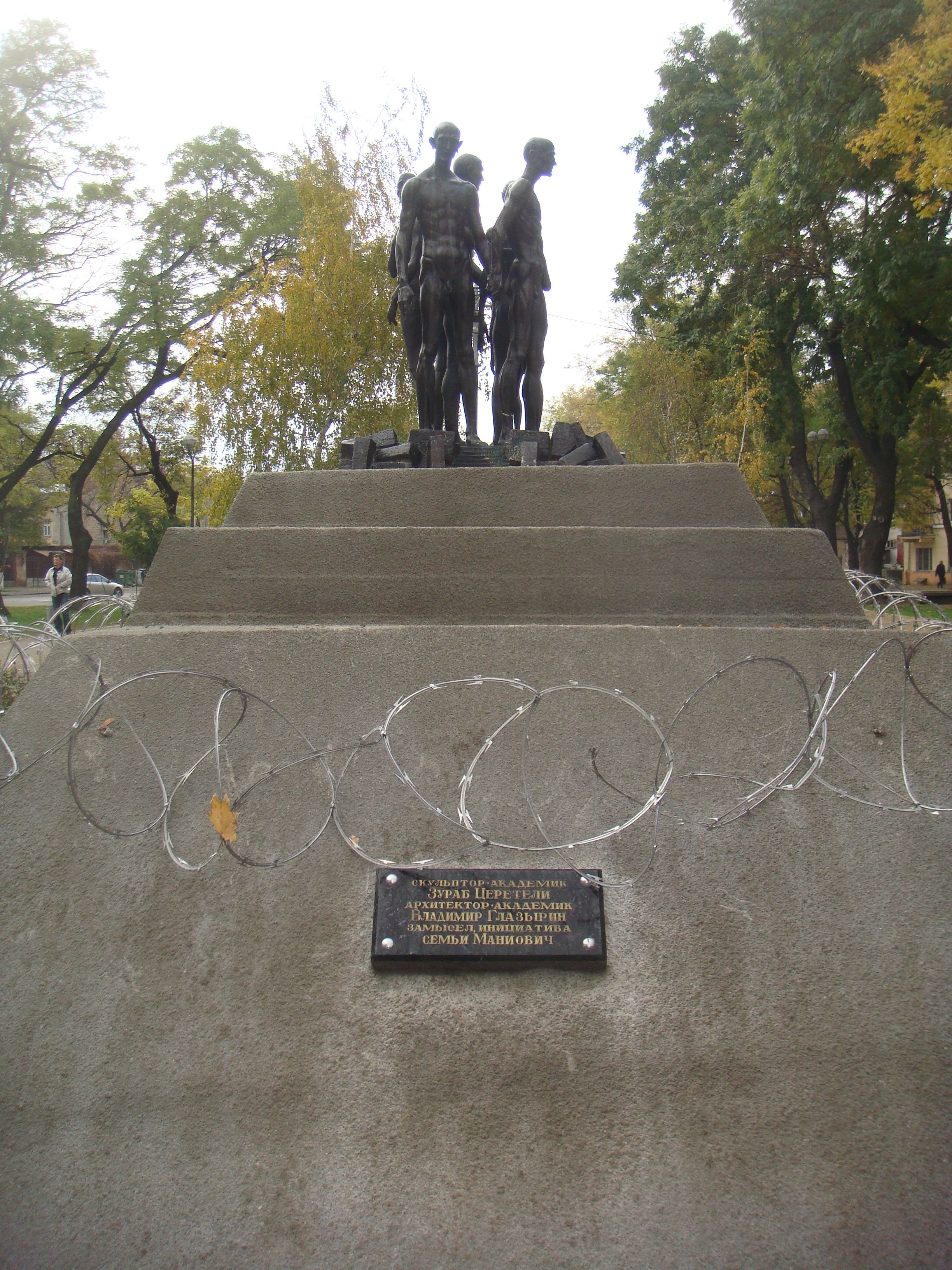
Monumento de Zurab Tsereteli.
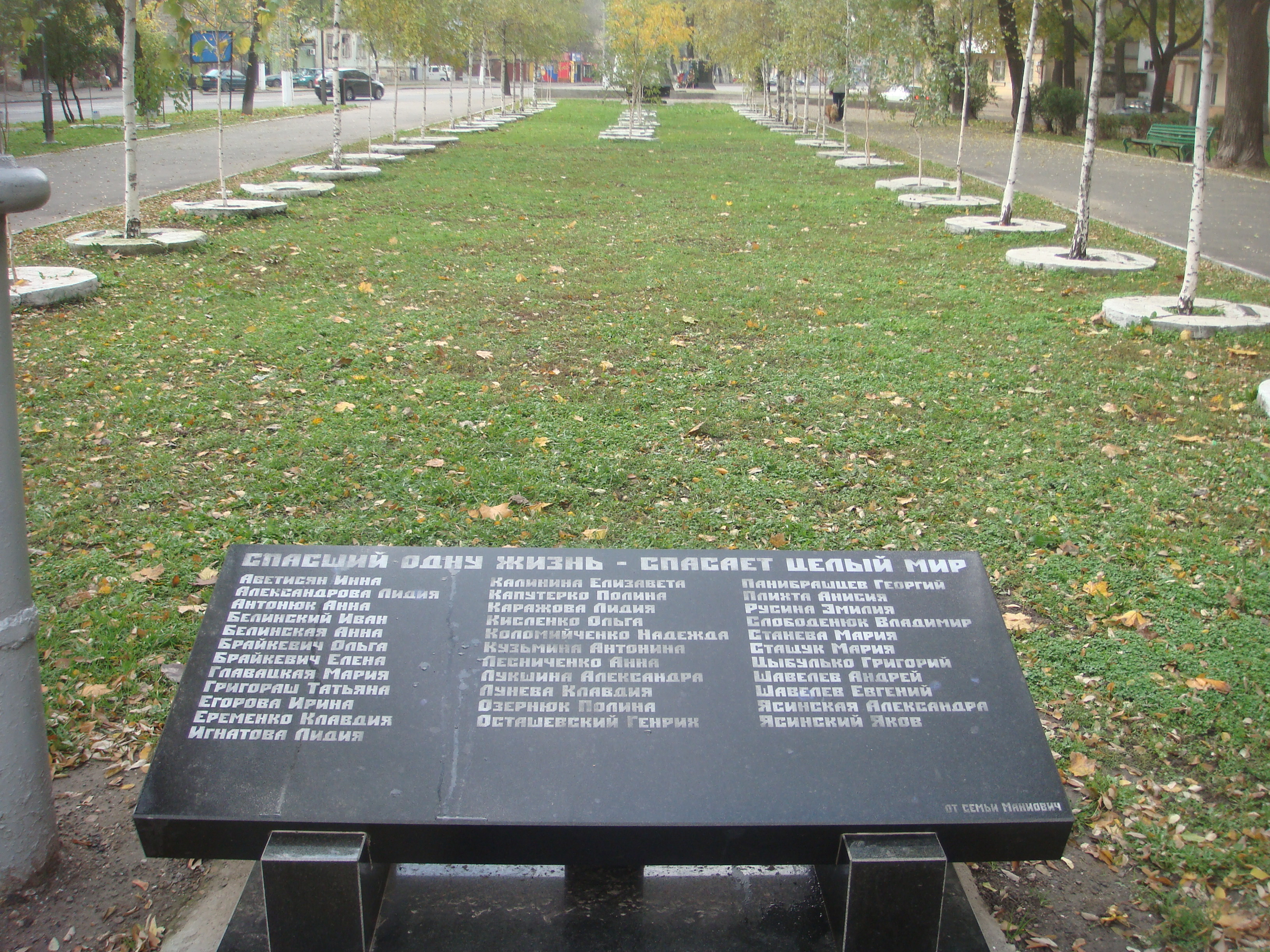
Beco dos "Justos entre as nações".
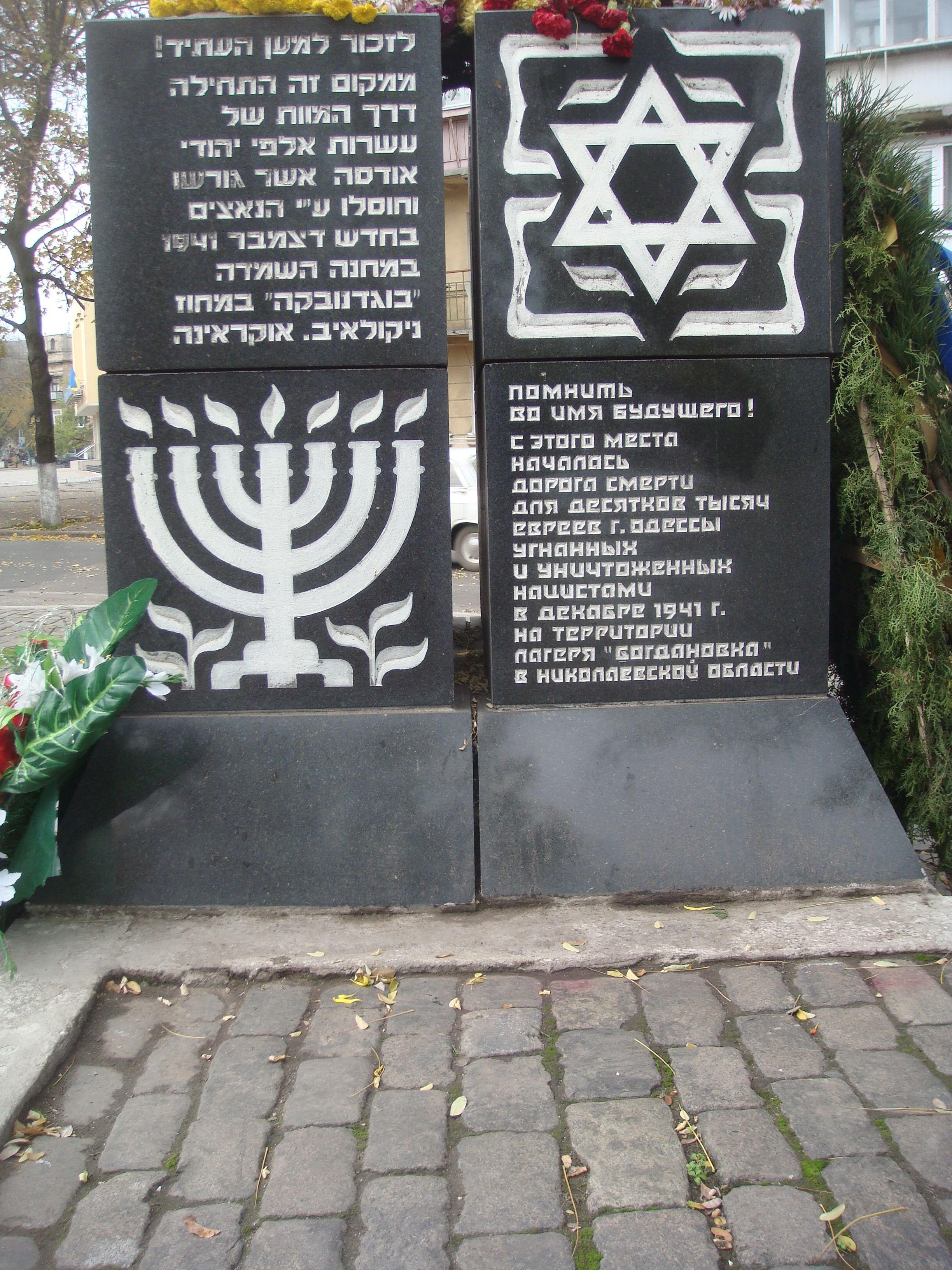
Placa memorial.
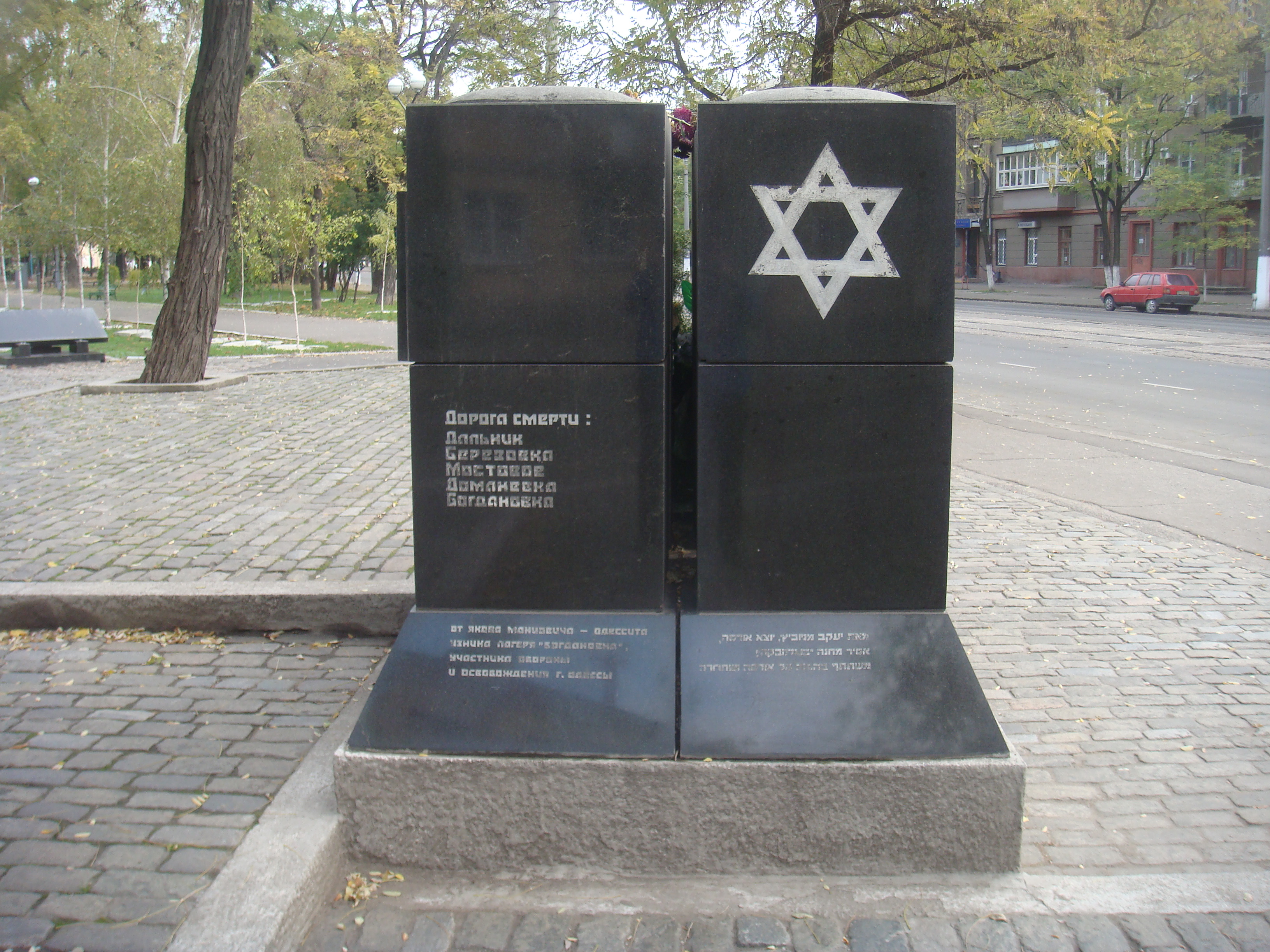
Placa memorial.

### O Museu do Holocausto em Odessa
O Museu do Holocausto em Odessa foi criado de acordo com a decisão do Conselho da Associação Regional de Judeus de Odessa, ex-prisioneiros do gueto e dos campos de concentração nazistas. O presidente da associação é Roman Shvartsman. A inauguração do museu ocorreu em 22 de junho de 2009.

### Outro
Em janeiro de 2015, as autoridades da cidade italiana de Ceriano Laghetto, na província de Monza-e-Brianza, na região da Lombardia, nomearam uma praça da cidade de "Praça dos Mártires de Odessa" em memória das vítimas dos regimes de ocupação em Odessa: judeus mortos de 22 a 24 de outubro de 1941, bem como ativistas anti-Maidan, socorristas e vítimas acidentais que morreram em 2 de maio de 2014, na Casa do Sindicato de Odesa.
Em 2 de maio de 2015, primeiro aniversário dos eventos na Casa dos Sindicatos, um monumento comemorativo dedicado aos "Mártires de Odessa" foi inaugurado nesta praça. O monumento é uma língua de fogo com a silhueta de uma pomba, símbolo do mundo, no seu interior.
O tragicômico filme romeno de 2018, Eu Não Me Importo Se Formos Bárbaros (em romeno:  Îmi este indiferent dacă în istorie vom intra ca barbari), trata do massacre e da memória histórica entre os romenos modernos.